# Islas Feroe en los Juegos Paralímpicos de Pekín 2008
Las Islas Feroe estuvieron representadas en los Juegos Paralímpicos de Pekín 2008 por una deportista femenina. El equipo paralímpico no obtuvo ninguna medalla en estos Juegos.